# Nikolaj Grigor'evič Čebotarëv
Nikolaj Grigor'evič Čebotarëv (in russo Николай Григорьевич Чеботарёв?; Kam"janec'-Podil's'kyj, 15 giugno 1894 – Mosca, 2 luglio 1947) è stato un matematico sovietico, noto per il suo teorema di densità.
Era studente di Dmitrij Grave, un famoso matematico russo.
Čebotarëv lavorò sull'algebra polinomiale, in particolare esaminando la distribuzione degli zeri.
Studiò anche la teoria di Galois, scrivendo in merito un influente testo, intitolato Basic Galois Theory.